# فريد لفتة
فريد لفتة هو طيار ورياضي عراقي. وقد ظهر في موسوعة غينيس للأرقام القياسية لمشاركته في أول قفزة بالمظلة فوق جبل إيفرست.

## موسوعة غينيس للأرقام القياسية
حقق فريد الرقم القياسي العالمي في موسوعة غينيس لرفع أكبر علم أثناء القفز بالمظلة والهبوط فوق منشأة Skydive Chicago في أوتاوا، إلينوي، الولايات المتحدة الأمريكية، حاملاً علم العراق الذي تبلغ مساحته 1,226.27 مترًا مربعًا (13,199.49 قدمًا مربعًا). كما طار فريد على كرسي في الحديقة معلق ببالونات مملوءة بالهيليوم فوق وسط ولاية أوريغون بالولايات المتحدة الأمريكية.
ومع ذلك، كان لا بد من إلغاء رحلة منطاد كرسي الحديقة قبل الأوان بسبب العواصف الرعدية والرياح العاتية. واجه فريد وكينت كوتش انتكاسة غير متوقعة حيث تم قطع رحلتهما، مما حال دون إكمال رحلتهما المخطط لها من أوريغون إلى مونتانا. تضمنت مساعيهم الطموحة ربط 350 بالون هيليوم بكراسي الحديقة الخاصة بهم، وغطت رحلتهم حوالي 30 ميلاً (48 كيلومترًا) على ارتفاع 10000 قدم (3048 مترًا) من نقطة البداية في الشمال الشرقي.

## منتدى السلام والرياضة
في منتدى السلام والرياضة في دبي، بتوجيه من فريد، قام هو وفريقه بإنشاء أكبر رمز للسلام في العالم من الأزرار، كما اجتمع مئات المتطوعين من جميع أنحاء العالم معًا لإرسال رسالة سلام من دبي.

## وصلات خارجية
- الموقع الرسمي لفريد لفتة